# Харалампи Тишков
Харалампи Салчев Тишков е български географ климатолог и университетски преподавател, професор доктор на географските науки.

## Биография
Роден е през 1927 г. в Цариград. Завършва V Мъжка гимназия в София, а след това география в Историко-филологическия факултет на Софийския университет. От 1959 г. започва работа като научен сътрудник по климатология в Географския институт при Българска академия на науките. През 1969 г. е хабилитиран за старши научен сътрудник ІІ степен, а от 1980 г. – старши научен сътрудник І степен. През 1977 г. защитава дисертация на тема „Климатът на планинските райони в България, изразен чрез времето“, с което получава научната степен „доктор на географските науки“.
Работи в областта на климатологията, медицинската и рекреационната география, по проблемите на опазване на природната среда, климатичното райониране и изследване на неблагоприятните метеорологични явления. Основният му научен принос е в прилагането на комплексно-климатичния метод при изследване на климата в България.
Преподава в Софийския университет „Св. Климент Охридски“, Югозападния университет „Неофит Рилски“, Шуменския университет „Еп. Константин Преславски“ и Великотърновския университет „Св. св. Кирил и Методий“.
Дългогодишен ръководител на секция „Климатология и хидрология“. Член е на Научния съвет в Географския институт при Българска академия на науките, Специализирания научен съвет по география при Висшата атестационна комисия, ръководството на Българското географско дружество, редакционните колегии на списанията „Проблеми на географията“, „География“ и „Обучението по география“. Удостоен е с орден „Св. св. Кирил и Методий“ І степен.
Умира през 2015 г.